# 侍魂 閃
《侍魂 閃》是日本電子遊戲公司SNK PLAYMORE所發行的武器對戰格鬥遊戲之《侍魂系列》作品。

## 內容概要
本作品屬於三維對戰遊戲，先於2008年4月17日發行街機版本，後於2009年12月10日發行X-BOX 360版本。
故事設定和以往《侍魂系列》不同，本作品是全新創作的劇情。

## 外部連結
- 《侍魂 閃》官方網站 （页面存档备份，存于）